# Jeziorna (województwo łódzkie)
Jeziorna – wieś w Polsce położona w województwie łódzkim, w powiecie wieruszowskim, w gminie Galewice.
W latach 1975–1998 miejscowość administracyjnie należała do województwa kaliskiego.
W 2011 w Jeziornej mieszkało 160 osób.